# Hôtel de la Tribu des Marchands
L'hôtel de la Tribu des Marchands est un monument historique situé à Strasbourg, dans le département français du Bas-Rhin.

## Situation et accès
Ce bâtiment est situé au 29, rue des Serruriers, au 1, rue du Miroir et au 5, rue Gutenberg à Strasbourg.

## Historique
L'édifice fait l'objet d'un classement au titre des monuments historiques depuis 1984.
L'édifice fait l'objet d'une inscription au titre des monuments historiques depuis 1984.